# Ho (miasto)
Ho – miasto w południowo-wschodniej Ghanie, stolica Regionu Volta, leży blisko góry Mount Adaklu, jest do siedzibą muzeum, katedry i wielkiego więzienia. Językiem mówionym jest głównie Ewe. Ho pierwotnie utworzone zostało ze wsi Bankoe, Dome, Ahoe, Hliha i Heve. Później zaczęły się rozwijać przedmieścia Fiave, Deme (pierwotnie część Taviepe, również w okręgu miejskim Ho).
Ho bardzo różni się od stolicy Akry i wygląda jak wieś, która rozrosła się do wielkości miasta. Drogi wybrukowane są tylko w centralnych częściach miasta, poza nim praktycznie nie ma żadnych.
W Ho znajdują się trzy szpitale, wśród nich Volta Regional Hospital, ukończony w roku 2000 z pożyczki od rządu brytyjskiego, oraz liczne kliniki.
Ludzie w Ho określani są jako niewiarygodnie uprzejmi i bardzo otwarci w stosunku do podróżnych i obcych. Występuje tu bardzo niska przestępczość.
Ho jest znane z ożywionego i ogromnego wolnego rynku, który przyciąga ludzi z całej Ghany i Togo. W Ho działają też dwie kafejki internetowe, liczne kościoły, włączając katolicką katedrę zlokalizowaną w centrum miasta. Jest wiele kramów z żywnością i restauracje, wśród nich szczególnie urocza firma nazwana Białym Domem.

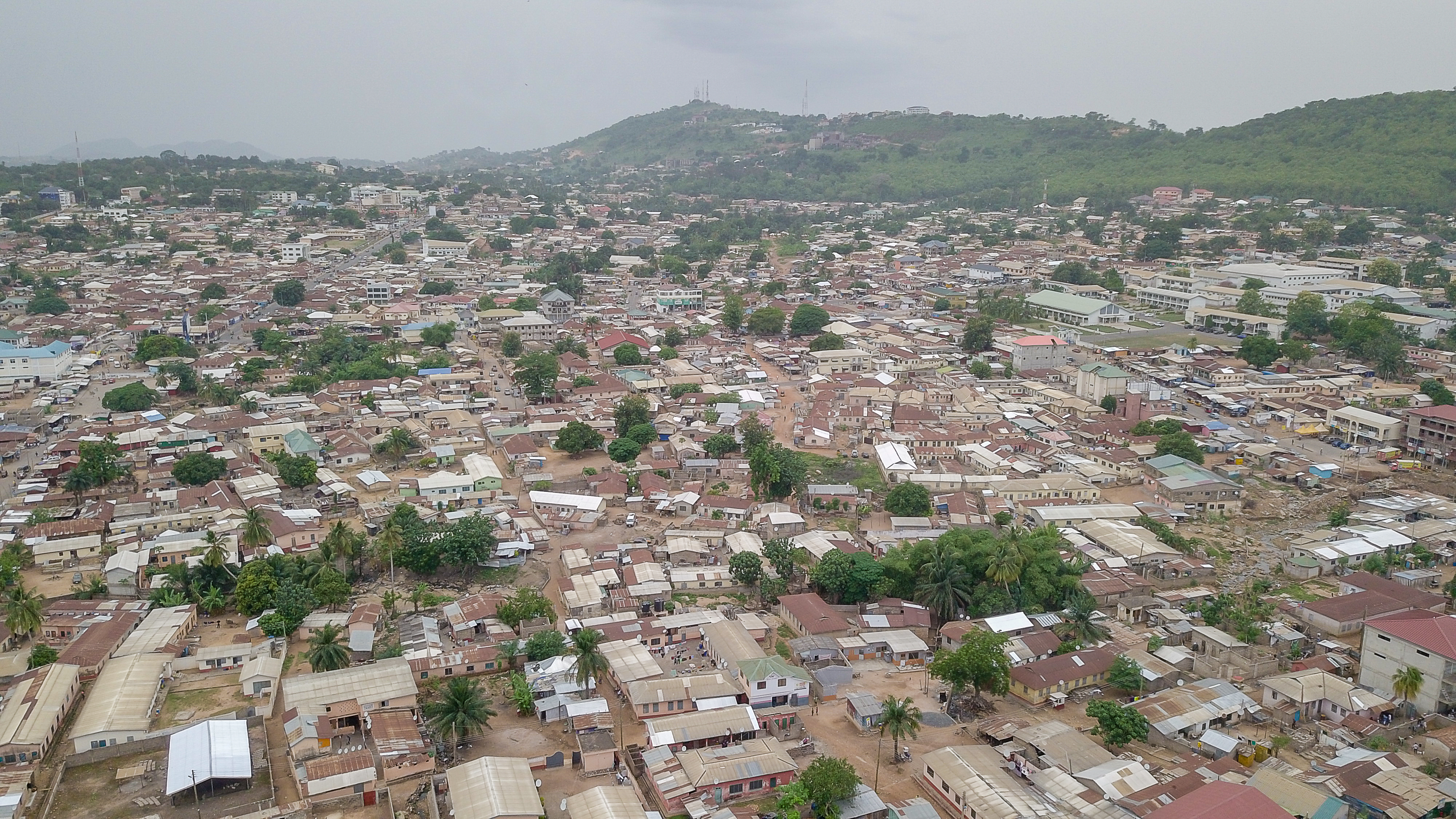
Ho, Ghana